# 산타크루즈 제도

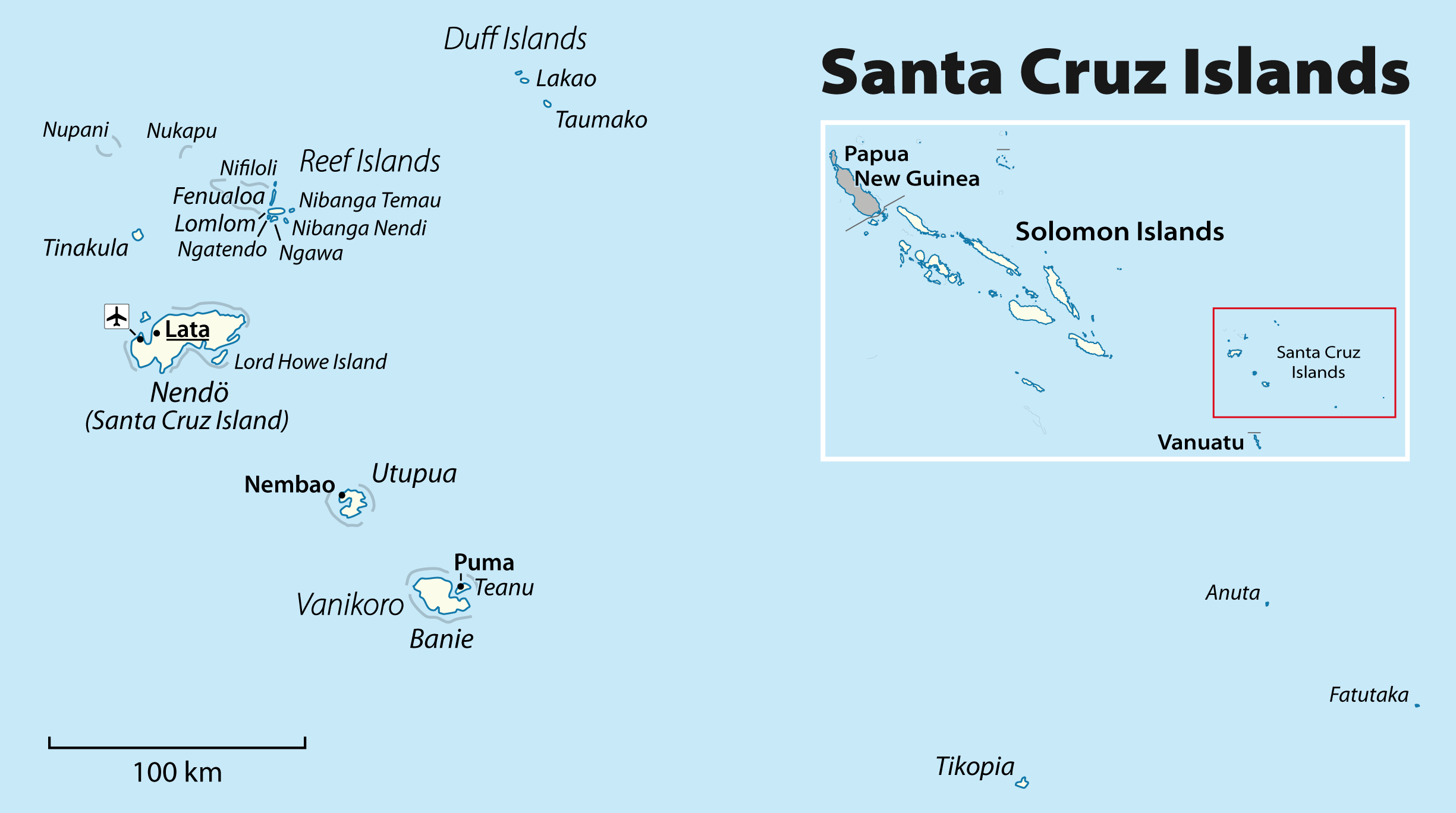
산타크루즈 제도

산타크루즈 제도(Santa Cruz Islands)는 태평양과 솔로몬 제도에 위치한 화산섬 제도로, 행정 구역상으로는 테모투 주에 속하며 면적은 938km2, 인구는 약 12,800명이다. 멜라네시아인과 폴리네시아인이 다수를 차지하며 코프라와 목재를 수출한다. 최고점은 517m이며 은데니 섬과 바니코로 섬, 티코피아 섬, 우투푸아 섬 등으로 나뉜다.

## 같이 보기
- 멜라네시아
- 오세아니아
- 태평양 제도